# Джау, Джо
Джозеф-Клод Аджимен Джау (англ. Joseph-Claude Agyeman Gyau; род. 16 сентября 1992[…], Тампа, Флорида) — американский футболист, полузащитник клуба «Лас-Вегас Лайтс».

## Клубная карьера
Начинал заниматься футболом в клубе «Бетесда Роудраннерс» и академии IMG. В 2009 году попал в молодёжную команду немецкого «Хоффенхайма». С начала 2011 года начал выступать за вторую команду клуба в региональной лиге. Первую игру в её составе провёл 26 февраля против «Зонненхоф Гроссаспах», в которой отметился жёлтой карточкой. 21 января 2012 года впервые попал в заявку первой команды на матч очередного тура Бундеслиги с «Ганновером», но на поле не появился. Сезон 2012/13 провёл на правах аренды в «Санкт-Паули», выступающем во второй Бундеслиге. 26 апреля 2014 года дебютировал за «Хоффенхайм» в чемпионате Германии, появившись на поле в середине второго тайма встречи с «Айнтрахтом» из Франкфурта-на-Майне вместо Кая Хердлинга.
В июне 2014 года перешёл в дортмундскую «Боруссию». В её составе выступал за молодёжную и вторую команду. Единственный матч за главную команду в Бундеслиге провёл 24 сентября против «Штутгарта», заменив на 74-й минуте Пьера-Эмерика Обамеянга. По окончании контракта с дортмундцами провёл два сезона за «Зонненхоф Гроссаспах» в третьей немецкой лиге и год в «Дуйсбурге» из второй Бундеслиги.
8 августа 2019 года вернулся в США, подписав контракт с «Цинциннати». В его составе дебютировал в MLS 10 августа в гостевой встрече с «Коламбус Крю». 2 декабря 2020 года перезаключил контракт с «Цинциннати». По окончании сезона 2021 покинул «Цинциннати» в связи с непродлением контракта. За два с половиной сезона, проведённых в команде, Джау принял участие в 51 матче и забил один мяч — 8 ноября 2020 года в матче против «Интер Майами».
17 февраля 2022 года присоединился к шведскому «Дегерфорсу», подписав двухлетний контракт. В конце 2023 года покинул «Дегерфорс» в связи с истечением срока контракта.
16 февраля 2024 года подписал контракт с клубом Чемпионшипа ЮСЛ «Лас-Вегас Лайтс». Дебютировал за «Лас-Вегас» 9 марта в матче стартового тура сезона 2024 против «Мемфис 901».

## Карьера в сборной
Выступал за юношеские сборные США различных возрастов. В марте 2012 года был вызван в олимпийскую сборную для участия в отборочном турнире. Джау провёл в её составе четыре поединка, но сборная не смогла завоевать путёвку на Олимпиаду.
В ноябре 2012 года был впервые вызван в национальную сборную США на товарищеский матч с Россией. Встреча завершилась результативной ничьей 2:2, а Джау в финальную заявку на матч не попал. Дебютировал в составе сборной 3 сентября 2014 года во встрече с Чехией, появившись на поле в стартовом составе.

## Клубная статистика
| Выступление            | Выступление       | Выступление      | Лига | Лига | Кубки | Кубки | Конт. кубки | Конт. кубки | Итого | Итого |
| Клуб                   | Лига              | Сезон            | Игры | Голы | Игры  | Голы  | Игры        | Голы        | Игры  | Голы  |
| ---------------------- | ----------------- | ---------------- | ---- | ---- | ----- | ----- | ----------- | ----------- | ----- | ----- |
| Хоффенхайм             | Бундеслига        | 2011/12          | 0    | 0    | 1     | 0     | 0           | 0           | 1     | 0     |
| Хоффенхайм             | Бундеслига        | 2013/14          | 2    | 0    | 0     | 0     | 0           | 0           | 2     | 0     |
| Хоффенхайм             | Итого             | Итого            | 2    | 0    | 1     | 0     | 0           | 0           | 3     | 0     |
| → Хоффенхайм II        | Региональная лига | 2010/11          | 7    | 0    | 0     | 0     | 0           | 0           | 7     | 0     |
| → Хоффенхайм II        | Региональная лига | 2011/12          | 22   | 2    | 0     | 0     | 0           | 0           | 22    | 2     |
| → Хоффенхайм II        | Региональная лига | 2013/14          | 27   | 7    | 0     | 0     | 0           | 0           | 27    | 7     |
| → Хоффенхайм II        | Итого             | Итого            | 56   | 9    | 0     | 0     | 0           | 0           | 56    | 9     |
| → Санкт-Паули          | Вторая Бундеслига | 2012/13          | 15   | 0    | 1     | 0     | 0           | 0           | 16    | 0     |
| → Санкт-Паули          | Итого             | Итого            | 15   | 0    | 1     | 0     | 0           | 0           | 16    | 0     |
| Боруссия (Дортмунд)    | Бундеслига        | 2014/15          | 1    | 0    | 0     | 0     | 0           | 0           | 1     | 0     |
| Боруссия (Дортмунд)    | Итого             | Итого            | 1    | 0    | 0     | 0     | 0           | 0           | 1     | 0     |
| Боруссия II (Дортмунд) | Третья лига       | 2014/15          | 11   | 2    | 0     | 0     | 0           | 0           | 11    | 2     |
| Боруссия II (Дортмунд) | Региональная лига | 2016/17          | 2    | 0    | 0     | 0     | 0           | 0           | 2     | 0     |
| Боруссия II (Дортмунд) | Итого             | Итого            | 13   | 2    | 0     | 0     | 0           | 0           | 13    | 2     |
| Зонненхоф Гроссаспах   | Третья лига       | 2016/17          | 16   | 1    | 0     | 0     | 0           | 0           | 16    | 1     |
| Зонненхоф Гроссаспах   | Третья лига       | 2014/15          | 30   | 5    | 0     | 0     | 0           | 0           | 30    | 5     |
| Зонненхоф Гроссаспах   | Итого             | Итого            | 46   | 6    | 0     | 0     | 0           | 0           | 46    | 6     |
| Дуйсбург               | Вторая Бундеслига | 2018/19          | 20   | 2    | 0     | 0     | 0           | 0           | 20    | 2     |
| Дуйсбург               | Итого             | Итого            | 20   | 2    | 0     | 0     | 0           | 0           | 20    | 2     |
| Цинциннати             | MLS               | 2019             | 8    | 0    | 0     | 0     | 0           | 0           | 8     | 0     |
| Цинциннати             | MLS               | 2020             | 22   | 1    | 0     | 0     | 0           | 0           | 22    | 1     |
| Цинциннати             | MLS               | 2021             | 21   | 0    | 0     | 0     | 0           | 0           | 21    | 0     |
| Цинциннати             | Итого             | Итого            | 51   | 1    | 0     | 0     | 0           | 0           | 51    | 1     |
| Дегерфорс              | Алльсвенскан      | 2022             | 22   | 0    | 0     | 0     | 0           | 0           | 22    | 0     |
| Дегерфорс              | Алльсвенскан      | 2023             | 26   | 1    | 2     | 0     | 0           | 0           | 28    | 1     |
| Дегерфорс              | Итого             | Итого            | 48   | 1    | 2     | 0     | 0           | 0           | 50    | 1     |
| Лас-Вегас Лайтс        | USLC              | 2024             | 3    | 0    | 0     | 0     | 0           | 0           | 3     | 0     |
| Лас-Вегас Лайтс        | Итого             | Итого            | 3    | 0    | 0     | 0     | 0           | 0           | 3     | 0     |
| Всего за карьеру       | Всего за карьеру  | Всего за карьеру | 255  | 21   | 4     | 0     | 0           | 0           | 259   | 21    |

## Статистика в сборной
| Матчи и голы Джо Джау за национальную сборную США | Матчи и голы Джо Джау за национальную сборную США | Матчи и голы Джо Джау за национальную сборную США | Матчи и голы Джо Джау за национальную сборную США | Матчи и голы Джо Джау за национальную сборную США | Матчи и голы Джо Джау за национальную сборную США |
| №                                                 | Дата                                              | Оппонент                                          | Счёт                                              | Голы                                              | Соревнование                                      |
| ------------------------------------------------- | ------------------------------------------------- | ------------------------------------------------- | ------------------------------------------------- | ------------------------------------------------- | ------------------------------------------------- |
| 1                                                 | 3 сентября 2014                                   | Чехия                                             | 1:0                                               | 0                                                 | Товарищеский матч                                 |
| 2                                                 | 10 октября 2014                                   | Эквадор                                           | 1:1                                               | 0                                                 | Товарищеский матч                                 |
| 3                                                 | 5 июня 2019                                       | Ямайка                                            | 0:1                                               | 0                                                 | Товарищеский матч                                 |

Итого: 3 матча и 0 голов; 1 победа, 1 ничья, 1 поражение.

## Личная жизнь
Джо Джау — сын футболиста сборной США Филлипа Джау и внук футболиста сборной Ганы Джозефа «Наны» Агьеманга Гьяу.